# كنباث مرجي
كنباث مرجي (الاسم العلمي: Equisetum pratense) هو نوع من النباتات يتبع جنس الكنباث من الفصيلة الكنباثية.